# Codex Ivrea
El Codex Ivrea o Códice de Ivrea (Ivrea, Biblioteca Capitolare, 115) es un pergamino manuscrito que contiene una colección significativa de música polifónica francesa del siglo XIV. En la actualidad se conserva en la Biblioteca Capitular en Ivrea bajo la denominación 115.

## Origen
La procedencia del códice ha sido objeto de discusión. Durante mucho tiempo se creyó que había sido recopilado en Aviñón, que fue la sede del Papado francés hacia 1370. También se sugirió la posibilidad de que hubiese surgido en la importante corte musical de Gastón Fébus. Sin embargo, más recientemente Karl Kügle ha afirmado que esta fuente fue creada en la propia Ivrea, por músicos relacionados con la corte de Saboya (posiblemente Jehan Pellicier), en la década de 1380 o 1390. Ninguna de estas tres interpretaciones ha tenido una aceptación unánime.

## Descripción
El códice no cuenta con encuadernación alguna y por esta razón los folios exteriores son prácticamente ilegibles. Los folios de pergamino presentan unas dimensiones de 32 × 22,5 cm. El manuscrito presenta una estructura en seis fascículos (5, 5, 6, 4, 6, 6 bifolios). El corpus principal está formado por los fascículos del 1 al 5, y posiblemente faltan algunos folios entre los fascículos 5 y 6. Se cree que participaron tres escribas principales junto con algunas manos más. El corpus principal es obra de dos escribas, ff.1–37 y 37v–51 respectivamente; un tercer escriba y otras manos rellenan los espacios en blanco y añaden el fascículo 6 (Besseler).
La notación musical es característica del período conocido como ars nova. La música aparece escrita sobre pentagrama rojo de 5 líneas que todavía contiene plicas y utiliza ocasionalmente notas rojas. Las semiminimas, las dragmas y las notas negras huecas aparecen únicamente en 4 adiciones tardías.

## Contenido
El códice contiene piezas musicales que datan de 1320-75. En concreto se trata de 81 composiciones: 36 motetes, (principalmente ff.1v-27, 53-64), 1 quodlibet tipo motete, 25 movimientos de la misa (principalmente 27v-51), 2 discantos a 2 voces con textos diferentes en cada voz, 4 chaces, 6 rondeaux, 5 virelais, 2 piezas sin texto. Al manuscrito le falta al menos un conjunto de movimientos de misa.
Toda la música en el códice es anónima, pero se han hecho atribuciones sobre la base de concordancias con Philippe de Vitry (probablemente 9 motetes), Guillaume de Machaut (4 motetes, 1 rondeau), Magister Heinricus, Bararipton, Depansis, Matheus de Sancto Johanne, Chipre, Orles, Sortes y Loys (todos 1). La pieza atribuida a Chipre probablemente sea de procedencia chipriota. Kügle señala que en este manuscrito no existen composiciones en estilo ars subtilior. No obstante, las fuentes sin composiciones de ars subtilior superan en número a aquellas que sí contienen este tipo de piezas, así que llama la atención la afirmación de Kügle en este sentido.

### Listado de obras
La siguiente tabla recoge algunas de las obras contenidas en el cancionero con sus títulos originales, no traducidos. Se especifica en qué folios del manuscrito se encuentra cada pieza.
| N.º | Folio   | Obra                                      |
| --- | ------- | ----------------------------------------- |
| 1.  | 1v-2r   | O Philippe / O bone dux                   |
| 2.  | 2v-3r   | Altissonis / In principes                 |
| 3.  | 3v-4r   | Febus mundo / Lanista vipereus / Cornibus |
| 4.  | 4v-5r   | Impudenter / Virtutibus                   |
| 5.  | 5v-6r   | Apta caro / Flos virginum                 |
| 6.  | 6v-7r   | Ida capillorum / Portio nature            |
| 7.  | 7v-8r   | Post missarum / Post misse modulamina     |
| 8.  | 8v-9r   | Vos quid admiramini / Gratissima          |
| 9.  | 9v-10r  | Flos ortus / Celsa cedrus                 |
| 10. | 10v-11r | Martyrum gemma / Diligenter               |
| 11. | 11v-12r | Almifonis melos / Rosa                    |
| 12. | 12v-13r | Apollinis / Zodiacum                      |
| 13. | 13v-14r | Zolomina / Nazarea                        |
| 14. | 14v-15r | Cum statua / Hugo                         |
| 15. | 15v-16r | Tuba sacre fidei / In arboris             |
| 16. | 17v-18r | Colla iugo / Bona condit                  |
| 17. | 16v-17r | Rachel plorat / Ha fratres                |
| 18. | 17v-18r | Colla iugo / Bona condit                  |
| 19. | 18v-19r | Tant a soutille / Bien pert               |
| 20. | 19v-20r | A vous, vierge / Ad te, virgo             |
| 21. | 20v-21r | Amours / Faus Samblant                    |
| 22. | 21v     | Se grace / Cum venerint                   |
| 23. | 22r     | Les l’ormel a la turelle / Mayn se leva   |
| 24. | 22v-23r | Mon chant / Qui doloreus                  |
| 25. | 23v-24r | Douce playsence / Garison                 |
| 26. | 24v-25r | Qui es promesses / Ha, Fortune            |
| 27. | 25v-26r | Se paour / Diex tan desir                 |
| 28. | 26v-27r | Si enseignament / De tous les biens       |
| 29. | 37v-38r | Petre Clemens / Lugentium                 |
| 30. | 53r     | Fortune mere / Ma dolour                  |
| 31. | 55r     | Canenda vulgo / Rex quem                  |
| 32. | 55v     | In virtute / Decens carmen                |
| 33. | 56v-57r | Amer amours / Durement                    |
| 34. | 57v-58r | Trop ay dure / Par sauvage                |
| 35. | 59v-60r | L’amoureuse flour / En l’estat            |
| 36. | 60v     | Clap clap / Sus Robin                     |